# Sanhekou (köpinghuvudort i Kina, Hubei Sheng, lat 31,33, long 115,23)
Sanhekou (kinesiska: 三河口) är en köpinghuvudort i Kina. Den ligger i provinsen Hubei, i den centrala delen av landet, omkring 120 kilometer nordost om provinshuvudstaden Wuhan. Antalet invånare är 40 083. Befolkningen består av 19 517 kvinnor och 20 566 män. Barn under 15 år utgör 16,0 %, vuxna 15-64 år 73 %, och äldre över 65 år 9,0 %.
Runt Sanhekou är det tätbefolkat, med 331 invånare per kvadratkilometer. Sanhekou är det största samhället i trakten. I omgivningarna runt Sanhekou växer huvudsakligen savannskog.
Genomsnittlig årsnederbörd är 1 671 millimeter. Den regnigaste månaden är juli, med i genomsnitt 316 mm nederbörd, och den torraste är januari, med 36 mm nederbörd.